# Georg Koch
Georg Koch (Bergisch Gladbach, 3 febbraio 1972) è un allenatore di calcio ed ex calciatore tedesco, di ruolo portiere.

## Palmarès

### Giocatore

#### Competizioni nazionali
- Campionato tedesco di seconda divisione: 1

Arminia Bielefeld: 1998-1999
- Campionato croato: 1

Dinamo Zagabria: 2007-2008
- Coppa di Croazia: 1

Dinamo Zagabria: 2007-2008
- Supercoppa dei Paesi Bassi: 1

PSV: 1997